# Karlheinz Hähnchen
Karlheinz Hähnchen (* 15. Juni 1952 in Dorsten) ist ein ehemaliger deutscher Fußballspieler.
Der Stürmer kam beim 1. FC Köln insgesamt neun Mal zum Einsatz, konnte sich aber unter den Trainern Gyula Lóránt und Rudi Schlott nicht durchsetzen. Zu seinen Kameraden beim FC gehörten unter anderem die Weltmeister von 1974 Bernhard Cullmann und Wolfgang Overath sowie Wolfgang Weber, Karl-Heinz Thielen und Johannes Löhr. 1973 wechselte er zum 1. FC Saarbrücken, für den er auch noch in der 2. Bundesliga spielte.

## Vereine
- BVH Dorsten
- 1971–1973 1. FC Köln
- 1973–1975 1. FC Saarbrücken

## Statistik
- 1. Bundesliga
  - 7 Spiele 1. FC Köln
- 2. Bundesliga
  - 29 Spiele; 1 Tor 1. FC Saarbrücken
- Regionalliga Südwest
  - 29 Spiele; 4 Tore 1. FC Saarbrücken

- DFB-Pokal
  - 2 Spiele; 1 Tor 1. FC Köln
  - 1 Spiel 1. FC Saarbrücken

- Südwestdeutscher Pokal
  - 1 Spiel 1. FC Saarbrücken

## Erfolge
- 1973 Deutscher Vize-Meister
- Ebenfalls 1973 gelang dem 1. FC Köln der Finaleinzug im DFB-Pokal, Hähnchen wurde im Finale allerdings nicht eingesetzt.[1]

## Trivia
Hähnchens dreiminütiger Einsatz im Heimspiel des FC gegen Bayern München am 16. Dezember 1972 findet Erwähnung in Matthias Brandts Erzählband Raumpatrouille.